# 羅賓·戈森斯
羅賓·戈森斯（德語：Robin Gosens；1994年7月5日—），德國足球運動員，現效力於意甲球會佛罗伦萨，德國國家足球隊成員，司職左後衛。

## 俱樂部生涯
戈森斯出生在北萊茵-西法倫州的萊茵河畔埃默里希，戈森斯的父親是荷蘭人。18歲在多特蒙德試訓失敗後，擁有德國與荷蘭雙重國籍的戈森斯在代表雷德鍛鍊參加第5級別的下萊茵聯賽時被維特斯的球探發現，於是就去了距離家鄉僅僅40公里的阿納姆，加入荷甲球隊維特斯的U19隊，一年後又升上U21隊。。2013/14賽季冬歇期，彼得·保斯把戈森斯帶去阿布扎比集訓，並把他從中場改造為左後衛。
隨後，戈森斯被租借到荷乙的多德勒支一年半，成功地隨隊升級之後，在20歲的時候就以主力身份踢上了荷甲。2015年轉會荷華高斯之後，戈森斯引起了亞特蘭大的注意。儘管轉會過程出現了一些波折，但最終亞特蘭大體育主管加布里埃爾·扎馬尼亞親自成功說服戈森斯加入球隊。
在加斯佩里尼手下，亞特蘭大一直打三中衛體系，而此前在四後衛體系里擔任左後衛的戈森斯也因此變成了左翼衛。
經過一個賽季的適應，戈森斯從2018/19賽季開始穩坐主力位置，並開始引起德國媒體和德甲俱樂部的注意。
2022年1月27日，国际米兰宣布以租借方式签下戈森斯，直到赛季结束。

## 國家隊生涯
在德國與西班牙的2020–21年歐洲國家聯賽比賽中，左後衛戈森斯上演了德國隊的首秀，而且給蒂莫·維爾納送出助攻。
2020年歐洲國家盃分組賽與葡萄牙比賽中，送出1入球1助攻，助德國反勝葡萄牙4比2，並獲得全場最佳球員。

## 榮譽

### 俱樂部
國際米蘭
- 義大利盃冠軍：2021–22賽季

## 外部連結
- 德国足球协会上的羅賓·戈森斯（支持德语版）
- worldfootball.net：羅賓·戈森斯之統計數據 （英文）
- 羅賓·戈森斯在Transfermarkt上的资料